# Piper Perabo
Pour les articles homonymes, voir Piper et Perabo.
Piper Perabo, née le 31 octobre 1976 à Dallas, au Texas, aux États-Unis, est une actrice américaine. Elle est révélée par la comédie dramatique et musicale Coyote Girls (2000). Elle alterne entre cinéma indépendant et productions exposées, premiers et seconds rôles, avec des films comme Slap Her... She's French, Treize à la douzaine, Memories, La Crypte, Treize à la douzaine 2, Le Prestige, Le Chihuahua de Beverly Hills, Infectés ou encore À la recherche de l'homme parfait.
La décennie suivante, elle se tourne ainsi vers la télévision, en jouant notamment dans des séries télévisées comme la sitcom Go On, la série d'espionnage Covert Affairs, qui lui vaut une proposition pour le Golden Globe de la meilleure actrice dans une série télévisée dramatique et l'éphémère drame Notorious.
Parallèlement, elle joue notamment dans le film de science-fiction Looper, le thriller Black Butterfly, le blockbuster d'action La Chute du Président et plus récemment dans la comédie Spontaneous (2020).

## Biographie
Sa mère est d'origine norvégienne et son père d'origine portugaise. Elle a deux frères : Noah et Adam Perabo. Elle mesure 1,65 m.
Adolescente, elle participe à de nombreuses comédies musicales mises en scène dans son école secondaire.
Après avoir étudié le théâtre à l’université d'État de l'Ohio, elle déménage à New York en 1998 pour se lancer dans le cinéma.

### Vie privée
Piper Perabo épouse son compagnon Stephen T. Kay à New York le 26 juillet 2014.

## Carrière

### Révélation au cinéma et confirmation difficile
Elle se fait connaître grâce à Coyote Girls en 2000. Elle y tient le premier rôle, celui de Violette, une jeune chanteuse venue tenter sa chance à New York. Le film la révèle au grand public. La même année, elle est aussi à l'affiche de la comédie Les Aventures de Rocky et Bullwinkle avec Robert De Niro et Rene Russo. 
Elle enchaîne avec l'indépendant Rebelles, qui sort l'année suivante. Elle y tient le rôle principal de Pauline Oster (Paulie), aux côtés de Jessica Paré (Tory). Ce film raconte une histoire d'amour entre deux adolescentes dans un internat pour filles. Les critiques sont néanmoins très mitigées.
Entre 2002 et 2008, elle tourne d'abord dans des productions plus commerciales : Treize à la douzaine et Treize à la douzaine 2 et l'horrifique La Crypte, tentant de capitaliser sur la révélation Coyote Ugly, puis des projets moins exposés. Cette vingtaine de productions est globalement mal reçue par la critique mais elles lui permettent, néanmoins, de donner la réplique à des acteurs confirmés comme Kevin Spacey dans Edison, ou encore le blockbuster fantastique de Christopher Nolan, Le Prestige, dans lequel elle tient un rôle secondaire, grâce auquel elle peut se distinguer face à Hugh Jackman, Scarlett Johansson et Christian Bale.
Actrice éclectique, elle s'essaie à la romance pour Imagine Me and You avec Lena Headey et Matthew Goode, le thriller 10th and Wolf avec James Marsden mais aussi le drame Le Dernier Présage avec Guy Pearce. Elle passe aussi par la comédie familiale, aux côtés de Jamie Lee Curtis, pour Le Chihuahua de Beverly Hills.
En 2009, elle est l'une des vedettes du film d'horreur Infectés avec Chris Pine, mais une nouvelle fois, le film passe inaperçu. Ses tentatives de séduire la critique ayant échoué, elle passe au second plan et sélectionne ses futurs projets.

### Passage au second plan et télévision

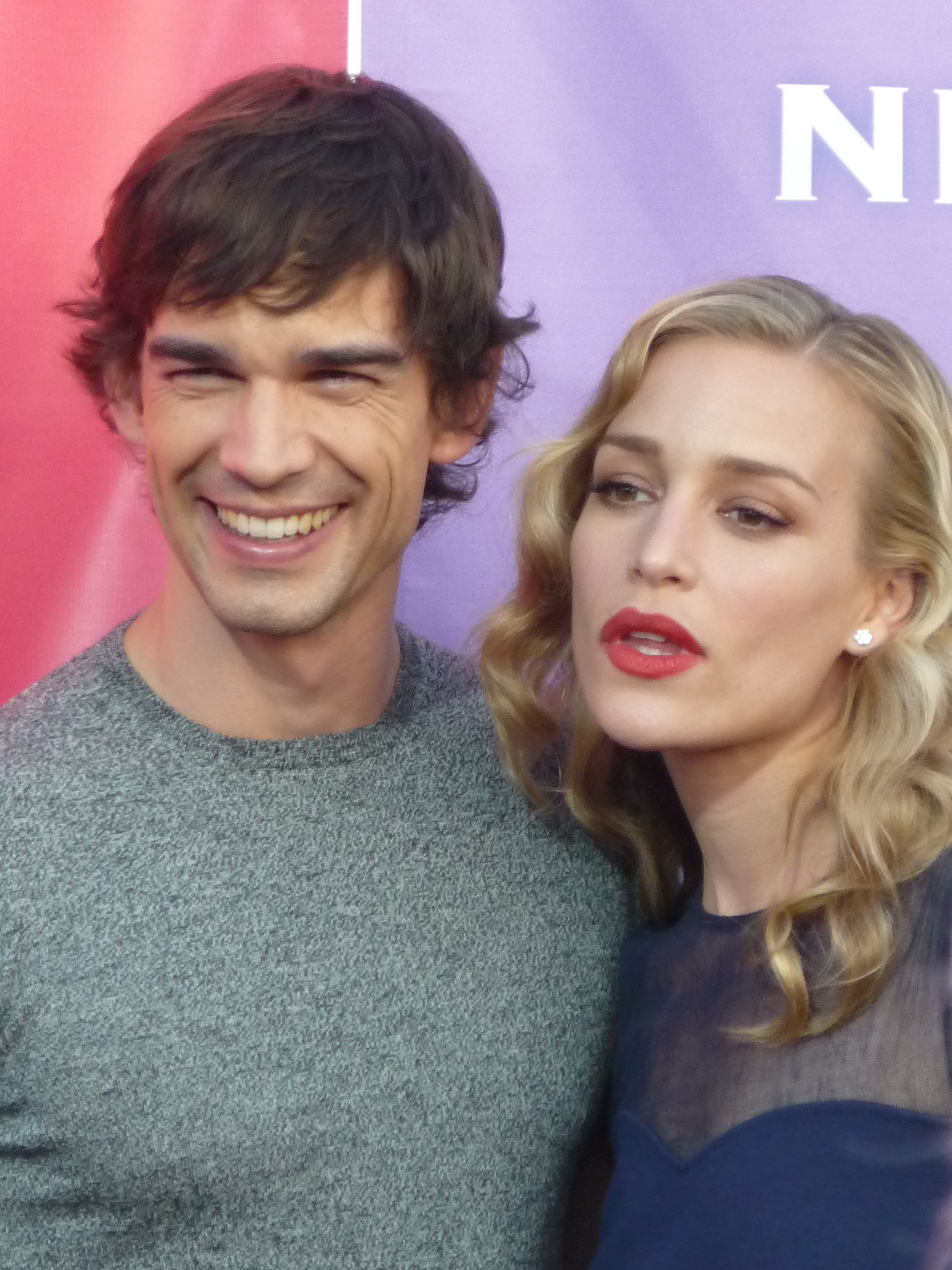
En 2010, aux côtés de Christopher Gorham, pour la promotion de la série télévisée Covert Affairs.

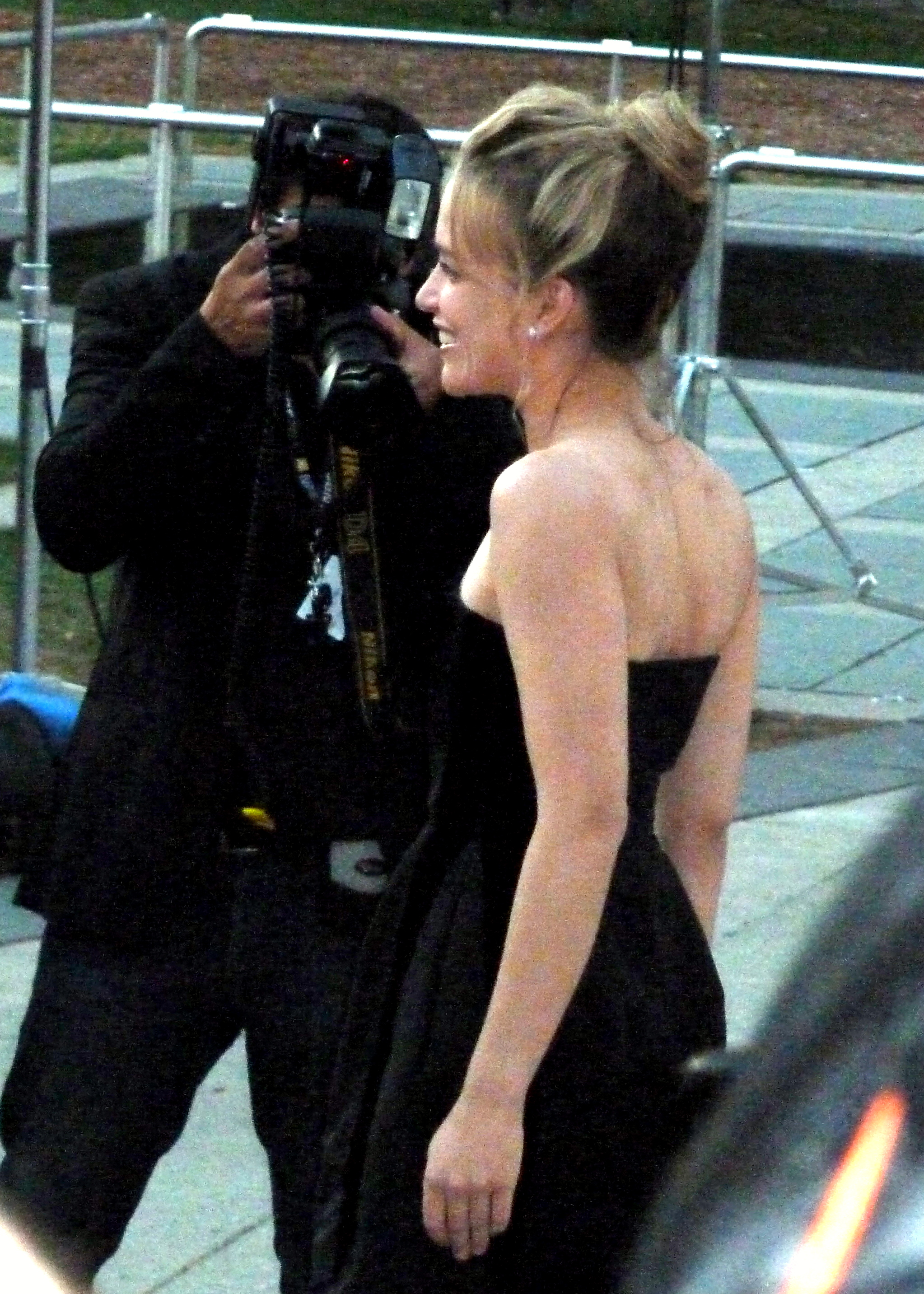
Lors de l'avant première de Looper, au Festival international du film de Toronto 2012.

Elle se tourne alors vers la télévision : après un essai en tant que guest star dans un épisode de la série médicale Dr House, elle parvient à sécuriser un rôle principal : entre 2010 et 2014, elle revient au premier plan en incarnant l'agent de la CIA Annie Walker, héroïne de la série d'espionnage et d'action Covert Affairs, diffusée sur USA Network. Cette série dramatique d'espionnage dure cinq saisons et lui permet de connaître un regain critique, en étant proposée pour le Golden Globe de la meilleure actrice dans une série télévisée dramatique. 
Parallèlement, elle apparaît dans le second succès critique cinématographique, et significatif, de sa carrière, le thriller de science-fiction Looper, qui sort en 2012. 
En 2015, libérée de Covert Affairs, elle retrouve James Marsden pour le film d'horreur Piégés avec Thomas Jane et Billy Bob Thornton. Ce long métrage est distribué sous forme de téléfilm, en France.
En 2016, elle est le premier rôle féminin de la série dramatique Notorious. Elle partage la vedette aux côtés de Daniel Sunjata et incarne une productrice ambitieuse à la tête d'un grand journal télévisé. Cependant, la série du créateur de Drop Dead Diva, diffusée sur l'important réseau américain ABC, reçoit des critiques très négatives. La production réduit alors le nombre d'épisodes commandés, les audiences ne suivent pas et le programme est finalement annulé au bout d'une courte saison. 
La même année, elle part en Grèce afin de tourner un reportage sur les réfugiés syriens, pour l'International Rescue Committee une ONG venant en aide aux populations déplacées.  
En 2017, elle donne la réplique à Antonio Banderas et Jonathan Rhys-Meyers pour le thriller Black Butterfly, puis, elle est annoncée au casting du blockbuster d'action La Chute du Président avec Gerard Butler mais aussi Jada Pinkett Smith, Morgan Freeman et Tim Blake Nelson, qui sort en 2019. Elle succède à Radha Mitchell afin d'interpréter Leah Banning, la femme du personnage incarné par Butler.   
Cette année-là, elle fait son retour dans une série, pour la plateforme Netflix, dans l'un des premiers rôles de la comédie Charlie, monte le son, de et avec Idris Elba,. La série est annulée après une saison.
En 2019, elle postule afin d'intégrer le syndicat des SAG-AFTRA. Puis, elle décroche un rôle récurrent dans Penny Dreadful : City of Angels, spin-off de la série Penny Dreadful. Elle y interprète Linda Craft, la femme du docteur Peter Craft, joué par Rory Kinnear.
En 2025, elle partage la vedette dans le film québeçois indépendant  Amour Apocalypse dans le rôle de Tina et dans lequel elle joue en anglais et en français.

## Filmographie

### Cinéma

#### Longs métrages
- 2000 : Les Aventures de Rocky et Bullwinkle (The Adventures of Rocky and Bullwinkle) de Des McAnuff : Karen Sympathy
- 2000 : Coyote Girls (Coyote Ugly) de David McNally : Violet "Jersey" Stanford
- 2000 : Followers (en) de Jonathan M. Flicker : La fille à la soirée
- 2001 : Rebelles (Lost and Delirious) de Léa Pool : Pauline « Paulie » Oster
- 2002 : Slap Her... She's French de Melanie Mayron : Genevieve Le Plouff
- 2002 : Flowers de Kirven Blount : Iris
- 2003 : Treize à la douzaine (Cheaper by the Dozen) de Shawn Levy : Nora Baker
- 2004 : Perfect Opposites de Matt Cooper : Julia Bishop
- 2004 : Memories (The I Inside) de Roland Suso Richter : Anna
- 2004 : Georges et le Dragon (Georges and the Dragon) de Tom Reeve : Princesse Luma
- 2005 : Edison de David J. Burke : Willow Summerfield
- 2005 : Karas: The Prophecy, de Kei'ichi Sato et Hiroshi Yamazaki : Yurine (voix, vidéofilm)
- 2005 : La Crypte (The Cave) de Bruce Hunt : Charlie
- 2005 : Imagine Me and You de Ol Parker : Rachel
- 2005 : Treize à la douzaine 2 (Cheaper by the Dozen 2) de Adam Shankman : Nora Baker-McNuilty
- 2005 : Perception de Irving Schwartz : Jen
- 2006 : 10th and Wolf de Bobby Moresco : Brandy
- 2006 : Le Dernier Présage (First Snow) de Mark Fergus : Deirdre
- 2006 : Le Prestige (The Prestige) de Christopher Nolan : Julia McCullough
- 2007 : À la recherche de l'homme parfait (Because I Said So) de Michael Lehmann : Mae
- 2008 : Le Chihuahua de Beverly Hills (Beverly Hills Chihuahua) de Raja Gosnell : Rachel
- 2008 : The Lazarus Project de John Glenn : Lisa Garvey
- 2009 : Infectés (Carriers) de David Pastor et Àlex Pastor : Bobby
- 2009 : Sordid Things de Andrew Bloomenthal : Tabitha White
- 2010 : Ashes de Ajay Naidu : Bettina
- 2012 : Looper de Rian Johnson : Suzie
- 2017 : Black Butterfly de Brian Goodman (en) : Laura
- 2019 : La Chute du Président (Angel Has Fallen) de Ric Roman Waugh : Leah Banning
- 2021 : Spontaneous de Brian Duffield : Angela
- 2025 : Amour apocalypse d'Anne Émond

#### Courts métrages
- 1998 : Single Spaced de Todd Rohal : La Dame
- 1999 : Knuckleface Jones de Todd Rohal : La Fille
- 2005 : Good Morning Baby de Lisa Leone : Gabriella
- 2007 : In Vivid Detail de Dara Bratt : Leslie
- 2018 : Tough Love de Sebastian Mlynarski : La femme

### Télévision

#### Séries télévisées
- 2007 : Dr House : Honey
- 2008 : Backdrop NYC : Leslie
- 2009 : New York, section criminelle (Law & Order : Criminal Intent) : Calista Haslum
- 2010 - 2014 : Covert Affairs : Annie Walker (également productrice de 31 épisodes)
- 2013 : Go On : Simone
- 2016 : Notorious : Julia George
- 2019 : Charlie, monte le son (Turn Up Charlie) : Sara
- 2020 : Penny Dreadful : City of Angels : Linda Craft
- 2021 : Yellowstone : Summer Higgins
- 2021 : The Big Leap : Paula Clark[14]
- 2022 : Billions : Andy Salter
- 2025 : Grey's Anatomy : Jenna Gatlin (saison 21, épisodes 16, 17 et 18)
- 2025 : Butterfly : Juno (saison 1, 6 épisodes)

#### Téléfilms
- 2008 : The Prince of Motor City de Jack Bender : Meg Riley
- 2015 : Piégés (Into the Grizzly Maze) de David Hackl : Michelle

## Distinctions
Sauf indication contraire ou complémentaire, les informations mentionnées dans cette section proviennent de la base de données IMDb.

### Récompenses
- MTV Movie Awards 2001 : Meilleure séquence musicale pour Coyote Girls
- Gracie Allen Awards 2011 : Meilleure actrice pour Covert Affairs

### Nominations
- Blockbuster Entertainment Awards 2001 : Meilleure actrice pour Coyote Girls
- MTV Movie Awards 2001 : Meilleure révélation féminine pour Coyote Girls
- Teen Choice Awards 2004 : Meilleur baiser pour Treize à la douzaine (partagé avec Ashton Kutcher)
- Young Artist Awards 2006 : Meilleure jeune distribution dans un film pour Treize à la douzaine 2 (partagé)
- Golden Globes 2011 : Meilleure actrice dans une série télévisée dramatique pour Covert Affairs
- People's Choice Awards 2017 : meilleure actrice dans une nouvelle série télévisée pour Notorious

## Voix francophones
En France, Dorothée Pousséo est la voix régulière de Piper Perabo. Marie Giraudon et Adeline Moreau l'ont doublée à cinq et quatre reprises. 
Au Québec, Geneviève Désilets est la voix la plus régulière de l'actrice. Christine Bellier l'a doublée à trois reprises.